# Prowincje Japonii

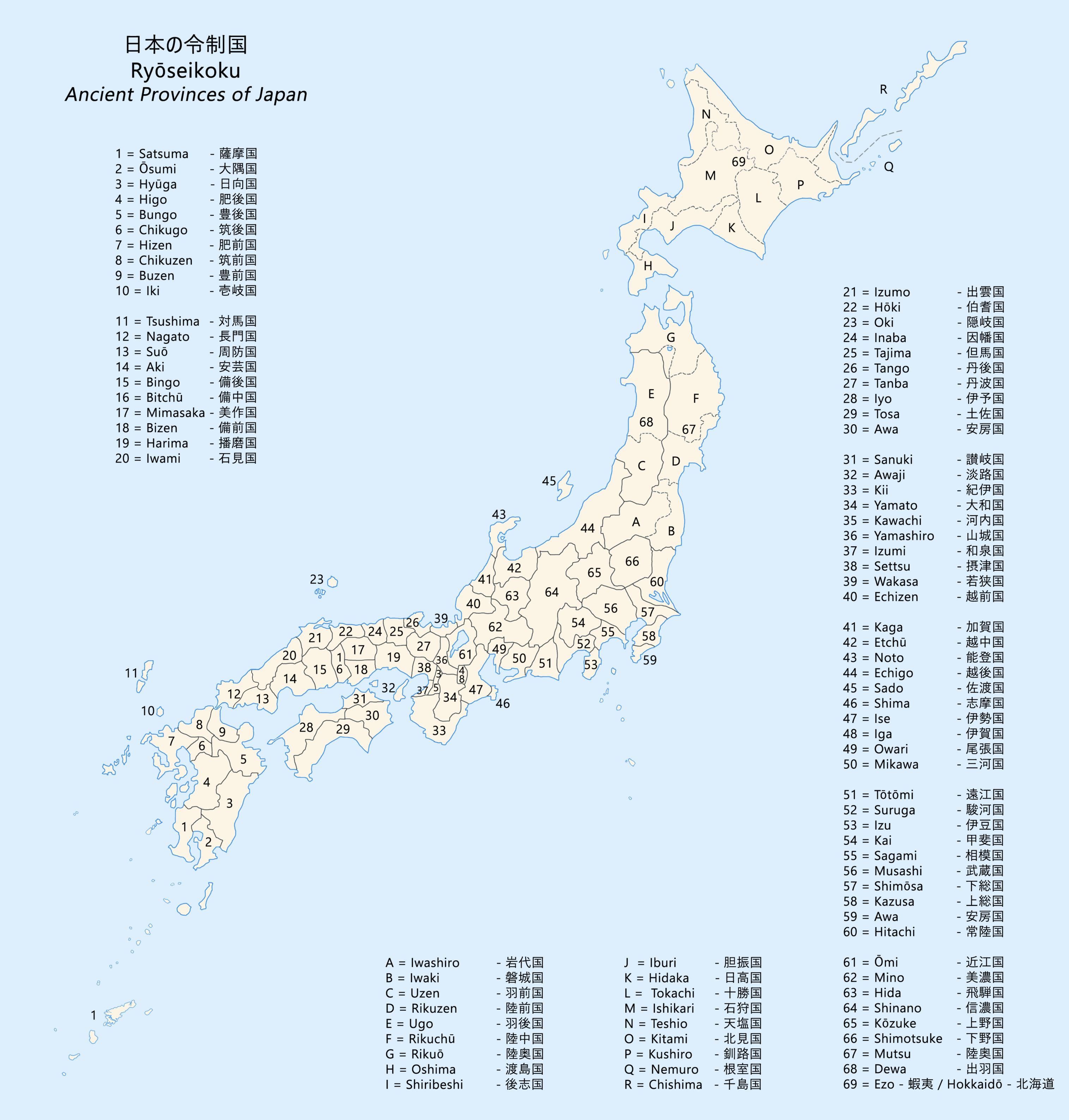
Dawny podział Japonii na prowincje

Prowincje Japonii stanowiły jednostki podziału administracyjnego Japonii przed ustanowieniem współczesnego systemu prefektur. W języku japońskim nazywane były kuni (jap. 国), co można tłumaczyć m.in. jako: kraj, kraina, domena. W polskich i zachodnich opracowaniach przyjęto dla nich nazwę prowincji.
Prowincje zostały ustanowione jako jednostki administracyjne odpowiadające regionom geograficznym, jednak ich rola administracyjna została ograniczona w okresie Muromachi.